# Oblast de Irkutsk
O Oblast de Irkutsk (russo:  Ирку́тская о́бласть, tr. Irkútskaia óblast) é uma divisão federal da Federação da Rússia. Sua capital é Irkutsk e tem uma superfície de 767 900 km². De acordo com o censo populacional de 2010, a sua população é de cerca de 2 428 750 habitantes.
O lago Baikal situa-se no sudeste desta região.